# Mai Văn Dũng
Mai Văn Dũng là kiểm sát viên cao cấp Việt Nam. Ông hiện giữ chức vụ Viện trưởng Viện kiểm sát nhân dân tỉnh Bình Dương.

## Tiểu sử
Mai Văn Dũng là đảng viên Đảng Cộng sản Việt Nam.
Tháng 6 năm 2015, Mai Văn Dũng là Tỉnh ủy viên tỉnh ủy Bình Dương, Bí thư cán sự Đảng Cộng sản Việt Nam Viện kiểm sát nhân dân tỉnh Bình Dương, Viện trưởng Viện kiểm sát nhân dân tỉnh Bình Dương.
Ngày 3 tháng 4 năm 2016, Mai Văn Dũng được trao quyết định bổ nhiệm chức danh kiểm sát viên cao cấp.
Từ năm 2015 đến tháng 1 năm 2020, ông là Viện trưởng Viện kiểm sát nhân dân tỉnh Bình Dương.